# دنغره
دنغره ((بالروسية: Дангара)‏ </link> (بالطاجيكية: Данғара)‏ </link>)، بلدة في منطقة خاتلون في طاجيكستان. عاصمة منطقة دنغره. وهي مسقط رأس رئيس طاجيكستان، إمام علي رحمون ، وكذلك النائب الأول لرئيس الوزراء في البلاد، أسدولو غولوموف، والعديد من كبار المسؤولين الحكوميين وأعضاء البرلمان. اعتبارًا من عام 2020، قُدر عدد سكان البلدة بنحو 31100 نسمة.
ذكرت إذاعة أوروبا الحرة في عام 2012 أن المدينة قد تكون هدفًا لخطة نقل عاصمة البلاد. كانت الشائعات مدفوعة بحقيقة إنشاء مطار دولي جديد في المنطقة. بالإضافة إلى ذلك، غُير مسار خط سكة حديد رئيسي وتجديد طرق المدينة.

## هجوم 2018 الارهابي
قُتل أربعة راكبي دراجات غربيين بالقرب من دنجارا ،في عام 2018 على يد خمسة رجال زعموا أنهم ينتمون إلى الدولة الإسلامية في العراق والشام. وأصيب راكبان آخران في الهجوم.

## مناخ
صيف حار مناخ البحر الأبيض المتوسط ( تصنيف مناخ كوبن Csa ).